# Riu Kei
El Kei és un riu de Sud-àfrica. Té una extensió d'aproximadament 225 quilòmetres i desemboca en l'oceà Índic. Naix de la unió dels rius White Kei i Black Kei al sud-est de Queenstown. El seu major tributari és el riu Tsomo. La seva conca hidrogràfica té una extensió de 20.485 km².